# San Blas (Teruel)
San Blas es una localidad de la provincia de Teruel, en Aragón, España. Actualmente forma parte del municipio de Teruel. 